# NGC 142
NGC 142는 고래자리 방향에 있는 막대나선은하다.